# Allstate Arena
Allstate Arena là một nhà thi đấu đa năng nằm ở Rosemont, Illinois, Hoa Kỳ. Nhà thi đấu nằm gần nút giao thông của Đường Mannheim và Xa lộ Liên tiểu bang 90, tiếp giáp với ranh giới thành phố Chicago và Sân bay quốc tế O'Hare. Nhà thi đấu được khánh thành vào năm 1980 với tên gọi là Rosemont Horizon. Allstate Arena có sức chứa 17.500 chỗ ngồi cho các trận đấu bóng rổ và 16.692 chỗ ngồi cho các trận đấu khúc côn cầu trên băng.
Đây là sân nhà của Chicago Wolves thuộc American Hockey League (AHL). Đây cũng từng là sân nhà của một số câu lạc bộ chuyên nghiệp và đội thể thao đại học khác, đáng chú ý nhất là DePaul Blue Demons từ năm 1980 đến năm 2017.